# Kapuzinerkloster Bezau

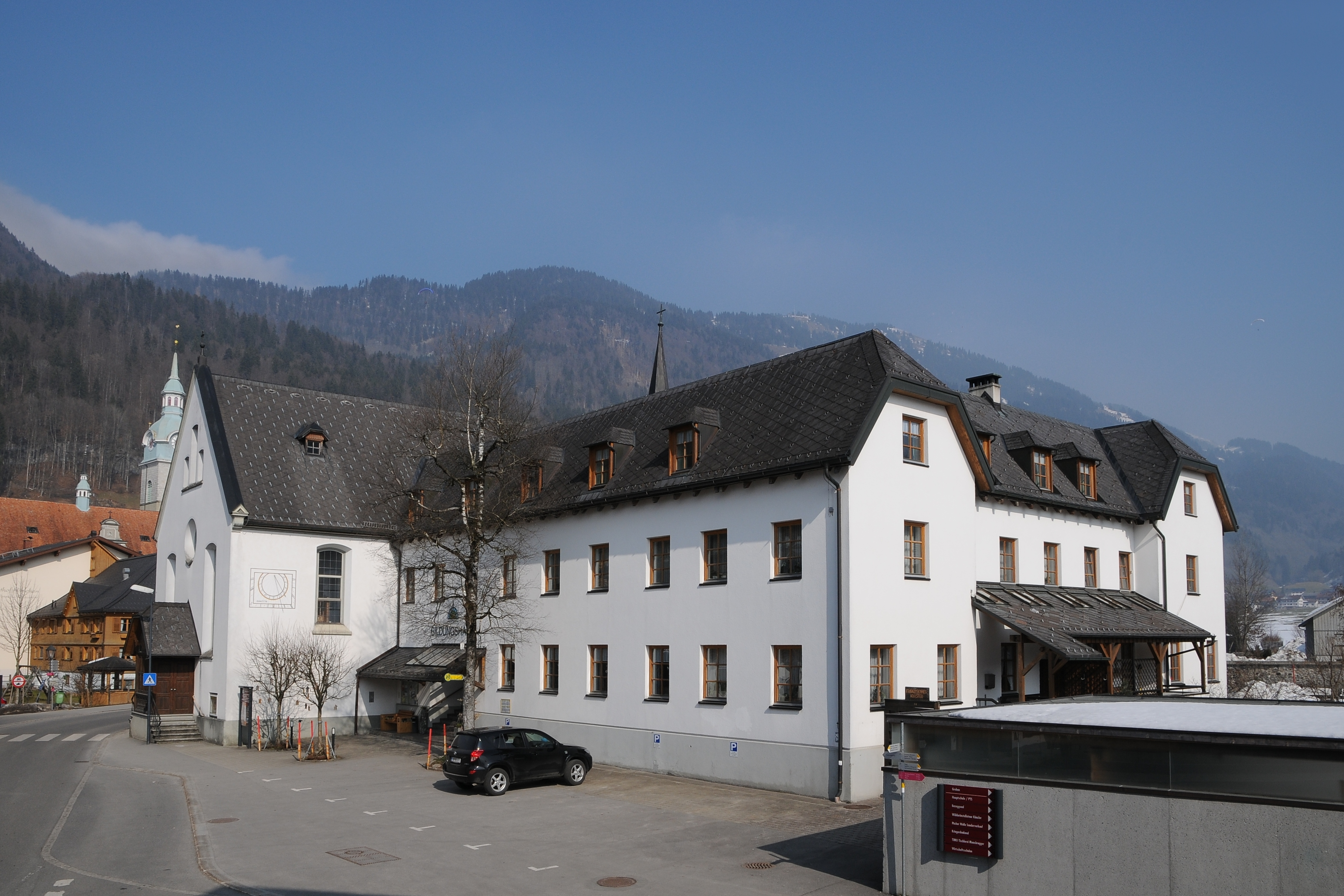
Das Kloster im März 2011

Der Bau des Klosters (1904) wurde von der Firma Johann Bertolini aus Egg ausgeführt

Das Kloster nach der Fertigstellung, etwa 1907

Das Kapuzinerkloster Bezau ist ein ehemaliges Kapuzinerkloster im Ortsteil Platz von Bezau (Vorarlberg). Es wird von polnischen Franziskanern genutzt. 
Eine geostete Kirche als Bestandteil eines quadratischen Klosterbaues wurde mit Grundsteinlegung im Jahre 1655 errichtet und im Jahre 1656 auf das Patrozinium der Auffindung des Hl. Kreuzes geweiht. Im Zuge einer Neuerrichtung des Klosters im Jahre 1904 wurde von 1906 bis 1907 eine neue Klosterkirche errichtet, wobei die Vorgängerkirche als Lourdeskapelle erhalten wurde und über die Kirche nordseitig zugänglich ist.
Das Kapuzinerkloster wurde im Jahre 1975 von der österreichischen Ordensprovinz aufgeben und im Jahre 1977 von polnischen Franziskanern übernommen. Ein Teil des Klosters wurde als Bildungshaus genutzt.

## Kreuzauffindungskirche
Die Kreuzauffindungskirche besteht aus einem Langhaus mit flacher Tonne mit tiefen Stichkappen mit gerade geschlossenem Chor. Sie ist einheitlich mit Holz in romantisierenden späthistoristischen Stilformen ausgestattet. Dazu gehören die Altäre, die Kanzel, das Kommuniongitter, die Betbänke und die Orgelempore. Beim Hochaltar befindet sich eine Kreuzigungsgruppe mit Assistenzfiguren und beim rechten Seitenaltar die Figur Hl. Antonius von Padua von Franz Bertle. Beim linken Seitenaltar befindet sich ein Gnadenbild der Czenstochauer Maria. Die künstlerische Ausstattung aus dem Jahr 1907 stammt vom Kapuzinerbruder Wenzel Schnitzer.

## Lourdeskapelle
Die Lourdeskapelle als Vorgängerkirche ist eine große Kapelle mit Kreuzgratgewölbe. Altärchen, Beichtstühle und Betbänke sind im Stil wie in der Hauptkirche.